# Barbara Iglewski
 Barbara Iglewski (* 23. März 1938 in Freeport, Pennsylvania, Vereinigte Staaten; † 10. Dezember 2023 in Westwood, New Jersey, Vereinigte Staaten) war eine US-amerikanische Mikrobiologin und Hochschullehrerin. Sie war Professorin in der Abteilung für Mikrobiologie und Immunologie an der medizinischen und zahnmedizinischen Fakultät der University of Rochester und dort die erste Leiterin einer Abteilung. Sie ist bekannt für ihre Forschung zum bakteriellen Quorum sensing.

## Leben und Werk
Iglewski war die Tochter eines Landarztes und begleitete ihren Vater in ihrer Kindheit bei Hausbesuchen. Sie besuchte das Allegheny College, wo sie 1960 einen Bachelor-Abschluss in Biologie erwarb. Anschließend studierte sie Mikrobiologie an der Pennsylvania State University. Sie erhielt dort 1962 ihren Master-Abschluss und promovierte 1964.
Anschließend bekam sie ihre erste Stelle als Dozentin an der Oregon Health & Science University. 1986 wurde sie an die University of Rochester berufen und leitete dort 23 Jahre lang die Abteilung für Mikrobiologie und Immunologie. Sie war viele Jahre die einzige Frau unter den Leitern der wissenschaftlichen Abteilungen der Universität. Ein Jahr nach ihrem Amtsantritt als Abteilungsleiterin, wurde Iglewski 1987 Präsidentin der American Society for Microbiology, der größten Biowissenschaftsgesellschaft der Vereinigten Staaten.
Neben ihrer Tätigkeit als Lehrstuhlinhaberin für Mikrobiologie und Immunologie war sie von 1995 bis 1998 die erste weibliche Vize-Provost für Forschung und Graduiertenausbildung an der University of Rochester.

## Forschung
Sie entdeckte, dass Bakterien ein Kommunikationssystem verwenden, um Angriffe auf menschliche Zellen zu koordinieren und Krankheiten auszulösen. Iglewskis Entdeckung, dass pathogene Bakterien über ein System Quorum Sensing miteinander kommunizieren, zeigte, dass dieses System ein globaler Regulator der Virulenz beim Menschen ist. Ihre Arbeit diente als Grundlage für ein ganzes Forschungsgebiet, das sich mit der Funktionsweise dieses Systems bei verschiedenen Bakterienarten beschäftigt. Auf Grundlage ihrer Arbeit wurden mehrere Medikamente entwickelt, die den bakteriellen Kommunikationsprozess unterbrechen und so Infektionen vorbeugen.
Sie hielt sieben Patente, veröffentlichte mehr als 180 Artikel und Buchkapitel und erhielt zahlreiche Auszeichnungen und Ehrungen, unter anderem von den National Institutes of Health und der American Society for Microbiology.
Von 1990 bis 1999 leitete sie den Publikationsausschuss der American Society for Microbiology.
2015 wurde Iglewski als erste Frau der School of Medicine and Dentistry in die National Women’s Hall of Fame aufgenommen.
Iglewski starb 2023 im Alter von 85 Jahren.

## Auszeichnungen und Ehrungen (Auswahl)
- 1986: Mitglied der Amerikanischen Akademie für Mikrobiologie
- 1987: Ehrenmitglied auf Lebenszeit, Sigma Delta Epsilon
- 1994: Alice Evans Award, Amerikanische Gesellschaft für Mikrobiologie
- 1999: Arthur Kornberg Research Award
- 2001: Susan B. Anthony Lifetime Achievement Award
- 2009: Lifetime Mentoring Award der School of Medicine and Dentistry[10]
- 2015: National Women’s Hall of Fame[11]
- 2017: Ehrendoktorwürde  des Alleghany College
- 2019: George Eastman Medal der University of Rochester

## Veröffentlichungen (Auswahl)
- mit Roger S. Smith: Pseudomonas aeruginosa quorum sensing as a potential antimicrobial target. Journal of Clinical Investigation, Band 112, Nummer 10, S. 1460–1465, 2003, doi:10.1172/JCI20364.